# Nicholas Gorman
Nicholas Gorman SAC (* 22. Februar 1930 in Rathdowney, County Laois; † 29. August 1978 in Fethard-on-Sea, County Wexford) war ein irischer römisch-katholischer Ordensgeistlicher und Generalrektor der Pallottiner.

## Leben
Nicholas Gorman besuchte zunächst die Grundschule in Rathdowney und später die Schule der Christian Brothers in Thurles, wo er als Postulant im dortigen Pallottinerkolleg lebte. 1946 trat Gorman der Ordensgemeinschaft der Pallottiner bei und absolvierte das Noviziat in Thurles. Am 20. September 1948 legte er die erste Profess ab. Gorman studierte von 1947 bis 1950 Philosophie und von 1950 bis 1954 Katholische Theologie an der Päpstlichen Universität Gregoriana in Rom. Während seiner römischen Studienzeit lebte er im internationalen Pallottinerkolleg. Am 8. Dezember 1954 empfing er in der Kirche San Salvatore in Onda in Rom durch den Apostolischen Vikar von Kimberley, Otto Raible SAC, das Sakrament der Priesterweihe.
Ab 1955 war Nicholas Gorman als Seelsorger in der Pfarrei St. Thomas More in Greenford tätig, bevor er 1956 für weiterführende Studien in die USA entsandt wurde. Dort erwarb er an der Katholischen Universität von Amerika in Washington, D.C. mit einer Arbeit über die Bildungsphilosophie von Mario Casotti einen Master of Arts im Fach Pädagogik. Danach wirkte er zwei Jahre lang als Seelsorger in einer Pfarrei in Nevada. 1960 kehrte Nicholas Gorman in seine Heimat zurück und wurde Vizerektor und Studienpräfekt am Pallottinerkolleg in Thurles. Von 1964 bis 1966 war er Rektor des Pallottinerkollegs in Dublin. Daneben erwarb er einen Bachelor im Fach Soziologie. Anschließend war Gorman als Provinzialrat der englischen Ordensprovinz der Pallottiner und als Pfarrer in Halstead tätig. Ab 1969 war er Pfarrer in Hastings und Vizeprovinzial.
Von 1971 bis 1977 war Nicholas Gorman Generalrektor der Pallottiner. In seiner Amtszeit gründeten die Pallottiner Niederlassungen in Brasilien und in Ruanda. Ferner wurden unter seiner Leitung die Konstitutionen der Pallottiner überarbeitet. 1977 kehrte Gorman nach Irland zurück, wo er Pfarrer in Johnstown wurde. Er starb im August 1978 in Fethard-on-Sea. Sein Grab befindet sich auf dem Blessed Virgin Mary Cemetery in Cabragh.